# Mancomunidad Sanabria-Carballeda
La mancomunidad denominada "Mancomunidad de Municipios Sanabria-Carballeda" es una agrupación voluntaria de municipios para la gestión en común de determinados servicios de competencia municipal, creada por varios municipios en la provincia de Zamora, de la comunidad autónoma de Castilla y León, España.
Tiene personalidad jurídica propia, además de la consideración de entidad local. Engloba una población de casi 5.000 habitantes diseminados en diferentes núcleos de población de las comarcas de Sanabria y La Carballeda.

## Municipios integrados
La mancomunidad Sanabria-Carballeda está formada por los siguientes municipios: Asturianos, Cernadilla, Cubo de Benavente, Espadañedo, Justel, Manzanal de los Infantes, Molezuelas de la Carballeda, Mombuey, Muelas de los Caballeros, Palacios de Sanabria, Peque, Rionegro del Puente, Robleda-Cervantes, Rosinos de la Requejada, San Justo, Trefacio y Villardeciervos.
El municipio de Mombuey se integró en la mancomunidad en 2013.

## Sede
Sus órganos de gobierno y administración tendrán su sede en la localidad del Presidente de la mancomunidad, actualmente en Asturianos ]].

## Fines
La mancomunidad, conforme a sus estatutos sociales, tiene reconocidos los siguientes fines:
- Recogida domiciliaria de basuras y tratamiento de residuos sólidos.
- Extinción de incendios
- Reparación y mantenimiento de caminos.

A iniciativa de cualesquiera de los municipios mancomunados o del propio Consejo de la mancomunidad, las competencias de ésta
podrán extenderse a otros fines entre los comprendidos en la legislación de Régimen Local como de competencia municipal, aunque no a su totalidad. La ampliación de fines a que se refiere el apartado anterior, se considerará una modificación estatutaria que deberá seguir los trámites establecidos en el art. 22 de los estatutos de la mancomunidad.

## Estructura orgánica
El gobierno, administración
y representación de la Mancomunidad corresponde a los siguientes órganos:
- Presidente.
- Consejo de la Mancomunidad.
- Comisión de Gobierno.